# Cantó de Kourou
El cantó de Kourou és una antiga divisió administrativa francesa situat a la regió d'ultramar de la Guaiana Francesa. Va desaparèixer el 2015.

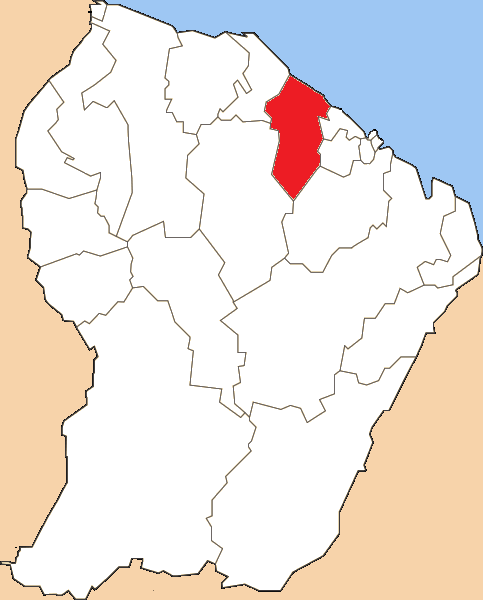
Cantó de Kourou

## Composició
El cantó aplega la comuna de Kourou:
| Data d'elecció                           | Identitat      | Partit | Qualitat |
| ---------------------------------------- | -------------- | ------ | -------- |
| 2004-2015                                | Juliana Rimane | UMP    |          |
| les dades anteriors no són pas conegudes |                |        |          |
|                                          |                |        |          |